# Броке, Шарль
Броке, Шарль (фр. Broquet, Charles; 15 июля 1876 — 18 ноября 1964) — французский врач и биолог, изобретатель противочумного костюма, был членом Высшего совета общественной гигиены Франции.

## Биография
Шарль Броке, сын морского офицера Аристида Жозефа Мари Броке (1841 – 1882), родился на борту фрегата «Psyché» вблизи коммуны Ландевеннек, департамент Финистер, Бретань. Поступил в ноябре 1894 года в школу военно-морской службы в Бресте, в следующем году продолжил учебу в главной школе военно-морской и колониальной службы здравоохранения в Бордо. В 1898 году защитил докторскую диссертацию по медицине в Университете Бордо по теме "Радикальное излечение хронического гайморита с помощью хирургического лечения" (La cure radicale de la sinusite maxillaire chronique par le traitement chirurgical). Получив звание доктора медицины 11 ноября 1898 года. В сентябре 1899 года был назначен врачом второго класса и приписан к канонерской лодке "Estoc", базировавшейся в эксклаве Гуанчжоувань. С 1899 года работал в Южном Китае, занимал должность заместитель директора Института Пастера в Сайгоне в 1908 - 1910 годах, служил в нескольких зарубежных странах в качестве врача колониальных войск. В 1911 году участвовал в борьбе с эпидемией чумы в Маньчжурии. Изобрел противочумной костюм, состоявшей из капюшона, закрывающего голову с защитными очками  и маской из марли и хлопчатобумажной ткани.

Модель противочумной маски по проекту Шарля Броке

## Научные работы и публикации[3]
- La cure radicale de la sinusite maxillaire chronique par le traitement chirurgical / Charles Broquet / 1898
- Un foyer de peste bubonique dans la Chine méridionale / par M. le Dr Broquet,... / Paris: impr. de J. Gainche, 1902
- Procédé de conservation des ganglions pesteux pour le diagnostic; Présence de Microfilaria nocturna en Cochinchine / Paris: Masson, 1908
- Contribution à l'étude des maladies des vers à soie : Tricholyta sorbillans Wiedm., en Cochinchine / Broquet et Villeneuve / Paris : Masson , 1910
- Le rouge du papillon du ver à soie en Cochinchine / par Ch. Broquet / 1910
- La peste pneumonique : étiologie, prévention par les masques : communication faite à la Société de pathologie comparée dans sa séance du 12 décembre 1911 / Ch. Broquet / 1911
- La conférence de la peste à Moukden, avril 1911 / Docteur Ch. Broquet / Cahors : imprimeries A. Coueslant, 1911
- Le masque dans la peste : présentation d'un modèle de masque antipesteux / par Ch. Broquet / Paris : Masson, 1911
- Botulisme / par M. Ch. Broquet / Paris : Masson, 1923
- La Conférence de la peste à Moukden / Ch. Broquet / Cahors: 1927
- La Fièvre de la vallée du Rift / Ch. Broquet / Paris : Masso, 1932
- Flèches dont se servent pour chasser les chinois Laï de la presqu'île de Lei-Chau (province du Quang-Tong) / par Ch. Broquet